# 123-я отдельная бригада территориальной обороны
123-я отдельная бригада территориальной обороны (укр. 123-тя окрема бригада територіальної оборони, сокр. 123 ОБрТрО, в/ч А7052) — кадровое формирование сил территориальной обороны Украины в Николаевской области.

## История
9 ноября 2018 года в ходе брифинга военный комиссар Николаевского областного военкомата полковник Сергей Иванов сообщил, что в Николаевской области будет сформирована 123-я отдельная бригада территориальной обороны.
23 декабря 2019 года в Николаевской области завершилось семидневное учебное собрание с личным составом подразделений бригады территориальной обороны Николаевской области. Личным составом пройдены все этапы военной подготовки, улучшена профессиональная и индивидуальная подготовка, проведены мероприятия боевого согласования и выполнения задач по назначению, также вскоре состоялись масштабные военно-тактические учения в последующем, а также в 2020 году.

## Структура[6]
- управление (штаб)
- 186-й батальон территориальной обороны ( Первомайск)
- 187-й батальон территориальной обороны ( Вознесенск)
- 188-й батальон территориальной обороны ( Очаков)
- 189-й батальон территориальной обороны ( Витовский район)
- 190-й батальон территориальной обороны (Николаев)
- 191-й батальон территориальной обороны (Первомайское)